# Zhong Tianshi
En aquest nom xinès, el cognom és Zhong.
Zhong Tianshi (en xinès: 鍾天使, 2 de febrer de 1991) és una ciclista xinesa, especialista en el ciclisme en pista. Medallista als Jocs Olímpics i als Campionats del món en pista.

## Palmarès
- 2009
  -  Campiona del món júnior en 500 metres contrarellotge
- 2013
  - Medalla d'or als Jocs de l'Àsia de l'Est, en 500 m.
- 2014
  - Campiona d'Àsia en Velocitat per equips (amb Lin Junhong)
- 2015
  -  Campiona del món en Velocitat per equips (amb Gong Jinjie)
- 2016
  -  Medalla d'or als Jocs Olímpics de Rio de Janeiro en Velocitat per equips (amb Gong Jinjie)
  -  Campió del món en Velocitat
  - Campiona d'Àsia en 500 m. contrarellotge
  - Campiona d'Àsia en Velocitat per equips (amb Gong Jinjie)

### Resultats a laCopa del Món
- 2012-2013
  - 1r a Aguascalientes, en Keirin
- 2013-2014
  - 1r a Guadalajara, en Velocitat per equips
- 2014-2015
  - 1a a Londres, en Velocitat per equips
- 2015-2016
  - 1a a Cali, en Velocitat
  - 1a a Cali i Cambridge, en Velocitat per equips